# Elecciones a la Cámara de Representantes de los Estados Unidos de 1788
Las primeras elecciones a la Cámara de Representantes de los Estados Unidos tuvieron lugar entre el 22 de diciembre de 1788 y el 5 de marzo de 1789, para escoger a los miembros de la primera legislatura de los Estados Unidos de América. Coincidieron con la elección de George Washington como primer Presidente de los Estados Unidos. Las fechas y los métodos de elección fueron establecidos por los estados. En aquel entonces, los partidos políticos reales aún no existían, pero los nuevos miembros del Congreso se categorizaron informalmente como "Proadministración" (es decir, en favor de Washington y de Alexander Hamilton) y "Antiadministración".
La primera sesión de la primera Cámara de Representantes se inició en el Federal Hall de la ciudad de Nueva York el 4 de marzo de 1789, con solo trece miembros presentes. El quórum requerido (treinta miembros de un total de cincuenta y nueve) no estuvo presente hasta el 1 de abril de 1789. La primera orden del día fue la elección de un presidente de la Cámara. En la primera votación, Frederick Muhlenberg fue elegido orador por mayoría de votos. La actividad de la primera sesión se dedicó en gran parte al procedimiento legislativo más que a la política.
Durante el siglo XVIII y gran parte del siglo XIX, cada estado estableció su propia fecha para las elecciones. En muchos años, incluso se celebraron elecciones después del inicio legal del Congreso, aunque normalmente antes del comienzo de la primera sesión. En las elecciones para el 1.er Congreso, cinco estados celebraron elecciones en 1788, eligiendo un total de 29 Representantes, y seis celebraron elecciones en 1789, eligiendo un total de 30 Representantes. Dos estados, Carolina del Norte y Rhode Island, no ratificaron la Constitución hasta el 21 de noviembre de 1789 y el 29 de mayo de 1790, respectivamente, mucho después de que el Congreso se reuniera por primera vez y, en consecuencia, eligieron representantes tarde, en 1790, dejando a Carolina del Norte sin representación en la primera sesión y a Rhode Island en la primera y segunda sesión, de un total de tres sesiones.

## Resultados
| Estado             | Tipo                | Fecha                      | Total escaños | Proadministración | Antiadministración |
| En 1788            | En 1788             | En 1788                    | En 1788       | En 1788           | En 1788            |
| ------------------ | ------------------- | -------------------------- | ------------- | ----------------- | ------------------ |
| Carolina del Sur   | Distritos           | 24-25 de noviembre de 1788 | 5             | 2                 | 3                  |
| Pensilvania        | At-large            | 26 de noviembre de 1788    | 8             | 6                 | 2                  |
| Nuevo Hampshire    | At-large            | 15 de diciembre de 1788    | 3             | 2                 | 1                  |
| Massachusetts      | Distritos           | 18 de diciembre de 1788    | 8             | 6                 | 2                  |
| Connecticut        | At-large            | 22 de diciembre de 1788    | 5             | 5                 | 0                  |
| En 1789            |                     |                            |               |                   |                    |
| Delaware           | At-large            | 7 de enero de 1789         | 1             | 1                 | 0                  |
| Maryland           | At-large/ Distritos | 7-11 de enero de 1789      | 6             | 2                 | 4                  |
| Virginia           | Distritos           | 2 de febrero de 1789       | 10            | 3                 | 7                  |
| Georgia            | At-large/ Distritos | 9 de febrero de 1789       | 3             | 0                 | 3                  |
| Nueva Jersey       | At-large            | 11 de febrero de 1789      | 4             | 4                 | 0                  |
| Nueva York         | Distritos           | 3-5 de marzo de 1789       | 6             | 3                 | 3                  |
| En 1790            |                     |                            |               |                   |                    |
| Carolina del Norte | Distritos           | Febrero de 1790            | 5             | 2                 | 3                  |
| Rhode Island       | At-large            | 31 de agosto de 1790       | 1             | 1                 | 0                  |
| Total              | Total               | Total                      | 65            | 37 56.9%          | 28 43.1%           |

| \| Representantes en el Cámara \| Representantes en el Cámara \| Representantes en el Cámara \| Representantes en el Cámara \| Representantes en el Cámara \| \| --------------------------- \| --------------------------- \| --------------------------- \| --------------------------- \| --------------------------- \| \| \| \| \| \| \| \| Pro-Admin \| Pro-Admin \| \| 56.92 % \| 56.92 % \| \| Anti-Admin \| Anti-Admin \| \| 43.08 % \| 43.08 % \| |            |  |         |         |
| Representantes en el Cámara |            |  |         |         |
| |            |  |         |         |
| Pro-Admin | Pro-Admin  |  | 56.92 % | 56.92 % |
| Anti-Admin | Anti-Admin |  | 43.08 % | 43.08 % |

## Composición de la Cámara

### Inicio del 1er Congreso
| A         | A         |           |           |           |           |           |           |           |   |
| A         | A         | A         | A         | A         | A         | A         | A         | A         | A |
| A         | A         | A         | A         | A         | A         | A         | A         | A         | A |
| A         | A         | A         | A         | A         | A         | P         | P         | P         | P |
| Mayoría → | Mayoría → | Mayoría → | Mayoría → | Mayoría → | Mayoría → | Mayoría → | Mayoría → | Mayoría → | P |
| P         | P         | P         | P         | P         | P         | P         | P         | P         | P |
| P         | P         | P         | P         | P         | P         | P         | P         | P         | P |
| P         | P         | P         | P         | P         | P         | P         | P         | P         | P |
| P         | P         |           |           |           |           |           |           |           |   |

### Fin del 1er Congreso (1791)
Seis escaños se ocuparon tarde porque Carolina del Norte y Rhode Island ratificaron tarde la Constitución. Un representante proadministración dimitió y el escaño permaneció vacante al final del Congreso.
| A         | A         |           |           |           |           |           |           |           |   |
| A         | A         | A         | A         | A         | A         | A         | A         | A         | A |
| A         | A         | A         | A         | A         | A         | A         | A         | A         | A |
| A         | A         | A         | A         | A         | A         | V         | P         | P         | P |
| Mayoría → | Mayoría → | Mayoría → | Mayoría → | Mayoría → | Mayoría → | Mayoría → | Mayoría → | Mayoría → | P |
| P         | P         | P         | P         | P         | P         | P         | P         | P         | P |
| P         | P         | P         | P         | P         | P         | P         | P         | P         | P |
| P         | P         | P         | P         | P         | P         | P         | P         | P         | P |
| P         | P         |           |           |           |           |           |           |           |   |

| Leyenda: | \| A \| = Antiadministración \| \| P \| = Proadministración \| \| V \| = Vacante \| |
| A        | = Antiadministración                                                                |
| P        | = Proadministración                                                                 |
| V        | = Vacante                                                                           |

## Elección especial
Esta fue la primera elección especial para la Cámara de Representantes de los Estados Unidos.
| Distrito                 | Titular       | Partido           | Electo       | Partido           |
| ------------------------ | ------------- | ----------------- | ------------ | ----------------- |
| Nuevo Hampshire at-large | Benjamin West | Proadministración | Abiel Foster | Proadministración |

## Carolina del Norte
Carolina del Norte ratificó tarde la Constitución y, por tanto, eligió representantes para el 1º. Congreso el 24 de marzo de 1790.
| Distrito | Electo             | Partido            |
| -------- | ------------------ | ------------------ |
| 1.º      | John B. Ashe       | Antiadministración |
| 2.º      | Hugh Williamson    | Antiadministración |
| 3.º      | Timothy Bloodworth | Antiadministración |
| 4.º      | John Steele        | Proadministración  |
| 5.º      | John Sevier        | Proadministración  |

## Carolina del Sur
| Distrito | Electo              | Partido            |
| -------- | ------------------- | ------------------ |
| 1.º      | William L. Smith    | Proadministración  |
| 2.º      | Aedanus Burke       | Antiadministración |
| 3.º      | Daniel Huger        | Proadministración  |
| 4.º      | Thomas Sumter       | Antiadministración |
| 5.º      | Thomas Tudor Tucker | Antiadministración |

## Connecticut
| Distrito             | Electo                | Partido           |
| -------------------- | --------------------- | ----------------- |
| Connecticut at-large | Benjamin Huntington   | Proadministración |
| Connecticut at-large | Roger Sherman         | Proadministración |
| Connecticut at-large | Jonathan Sturges      | Proadministración |
| Connecticut at-large | Jonathan Trumbull Jr. | Proadministración |
| Connecticut at-large | Jeremiah Wadsworth    | Proadministración |

## Delaware
La elección se celebró el 7 de enero de 1789. Según la ley de la época, cada elector emitía dos votos para representante, de los cuales al menos uno tenía que ser de un condado diferente.
| Distrito          | Electo      | Partido           |
| ----------------- | ----------- | ----------------- |
| Delaware at-large | John Vining | Proadministración |

## Georgia
Georgia tenía un sistema mixto de distritos y at-large (generales) para el 1.º congreso. Los representantes fueron elegidos en generales, pero para tres escaños basados en el distrito.
| Distrito | Electo          | Partido            |
| -------- | --------------- | ------------------ |
| 1.º      | James Jackson   | Antiadministración |
| 2.º      | Abraham Baldwin | Antiadministración |
| 3.º      | George Mathews  | Antiadministración |

## Maryland
Maryland tenía un sistema mixto de distritos y at-large similar al de Georgia. Según la ley de Maryland, "los candidatos eran elegidos en generales pero tenían que ser residentes de un distrito específico y el voto estatal determinaba los ganadores de cada distrito".
| Distrito | Electo           | Partido            |
| -------- | ---------------- | ------------------ |
| 1.º      | Michael J. Stone | Antiadministración |
| 2.º      | Joshua Seney     | Antiadministración |
| 3.º      | Benjamin Contee  | Antiadministración |
| 4.º      | William Smith    | Antiadministración |
| 5.º      | George Gale      | Proadministración  |
| 6.º      | Daniel Carroll   | Proadministración  |

## Massachusetts
Massachusetts requería una mayoría de votos para ser electo, lo que obligaba a votaciones adicionales si nadie obtenía la mayoría. Esto fue necesario en 4 de los distritos, el 2.º, 3.º, 4.º y 8.º distritos.
| Distrito | Electo            | Partido            |
| -------- | ----------------- | ------------------ |
| 1.º      | Fisher Ames       | Proadministración  |
| 2.º      | Benjamin Goodhue  | Proadministración  |
| 3.º      | Elbridge Gerry    | Antiadministración |
| 4.º      | Theodore Sedgwick | Proadministración  |
| 5.º      | George Partridge  | Proadministración  |
| 6.º      | George Thatcher   | Proadministración  |
| 7.º      | George Leonard    | Proadministración  |
| 8.º      | Jonathan Grout    | Antiadministración |

## Nueva Jersey
La elección de los cuatro representantes fue impugnada, pero los registros que explicaban los motivos precisos por los que se impugnó la elección se perdieron debido al incendio de Washington en la Guerra de 1812. Se sabe que estaba relacionado con cuestiones de regularidad y procedimiento. Las elecciones de los cuatro representantes fueron declaradas válidas.
| Distrito              | Electo             | Partido           |
| --------------------- | ------------------ | ----------------- |
| Nueva Jersey at-large | James Schureman    | Proadministración |
| Nueva Jersey at-large | Elias Boudinot     | Proadministración |
| Nueva Jersey at-large | Lambert Cadwalader | Proadministración |
| Nueva Jersey at-large | Thomas Sinnickson  | Proadministración |

## Nueva York
Nueva York celebró elecciones para el 1er Congreso los días 3 y 4 de marzo de 1789. En ese momento, los distritos no estaban numerados. Están numerados retroactivamente en esta sección.
| Distrito | Electo                  | Partido            |
| -------- | ----------------------- | ------------------ |
| 1.º      | William Floyd           | Antiadministración |
| 2.º      | John Laurance           | Proadministración  |
| 3.º      | Egbert Benson           | Proadministración  |
| 4.º      | John Hathorn            | Antiadministración |
| 5.º      | Peter Silvester         | Proadministración  |
| 6.º      | Jeremiah Van Rensselaer | Antiadministración |

## Nuevo Hampshire
Las leyes de New Hampshire exigían que los candidatos ganadores recibieran los votos de la mayoría de los votantes (16,7% de los votos). Ningún candidato obtuvo esa mayoría en la primera votación, por lo que se celebró una segunda votación el 2 de febrero de 1789.
| Distrito                 | Electo           | Partido            |
| ------------------------ | ---------------- | ------------------ |
| Nuevo Hampshire at-large | Benjamin West    | Proadministración  |
| Nuevo Hampshire at-large | Samuel Livermore | Antiadministración |
| Nuevo Hampshire at-large | Nicholas Gilman  | Proadministración  |

## Pensilvania
Pensilvania celebró elecciones para el 1.º congreso el 26 de noviembre de 1788. Para esta primera elección (y nuevamente en las elecciones de 1792 para el 3.º congreso), Pensilvania decidió elegir a todos sus representantes en una única lista general estatal, un intento de la mayoría Proadministración al control de la Asamblea General de Pensilvania de impedir que los candidatos Antiadministración fueran electos.
| Distrito             | Electo               | Partido            |
| -------------------- | -------------------- | ------------------ |
| Pensilvania at-large | Frederick Muhlenberg | Proadministración  |
| Pensilvania at-large | Henry Wynkoop        | Proadministración  |
| Pensilvania at-large | Thomas Hartley       | Proadministración  |
| Pensilvania at-large | George Clymer        | Proadministración  |
| Pensilvania at-large | Thomas Fitzsimons    | Proadministración  |
| Pensilvania at-large | Thomas Scott         | Proadministración  |
| Pensilvania at-large | Peter Muhlenberg     | Antiadministración |
| Pensilvania at-large | Daniel Hiester       | Antiadministración |

## Rhode Island
Rhode Island ratificó tarde la Constitución y, por tanto, eligió representantes para el 1.º congreso el 29 de mayo de 1790.
| Distrito              | Electo          | Partido           |
| --------------------- | --------------- | ----------------- |
| Rhode Island at-large | Benjamin Bourne | Proadministración |

## Virginia
| Distrito | Electo            | Partido            |
| -------- | ----------------- | ------------------ |
| 1.º      | Alexander White   | Proadministración  |
| 2.º      | John Brown        | Antiadministración |
| 3.º      | Andrew Moore      | Antiadministración |
| 4.º      | Richard Bland Lee | Proadministración  |
| 5.º      | James Madison     | Antiadministración |
| 6.º      | Isaac Coles       | Antiadministración |
| 7.º      | John Page         | Antiadministración |
| 8.º      | Josiah Parker     | Antiadministración |
| 9.º      | Theodorick Bland  | Antiadministración |
| 10.º     | Samuel Griffin    | Proadministración  |